# 亞西尼尼奇
50°37′23″N 26°5′10″E / 50.62306°N 26.08611°E
亞西尼尼奇（烏克蘭語：Ясининичі），是烏克蘭西北部里夫内州里夫内区佳季科维奇市镇的村落。始建於1940年，面積0.82平方公里，海拔高度205米，2001年人口687，人口密度每平方公里485.4人。